# Wauna, Oregon
Wauna là một cộng đồng chưa hợp nhất nằm bên sông Columbia trong Quận Clatsop, tiểu bang Oregon, Hoa Kỳ. Theo sách Các địa danh Oregon, nó có tên dựa theo một truyền thuyết của người Mỹ bản thổ có liên quan đến sông Columbia. Có một bưu điện tại Wauna từ 21 tháng 1 năm 1911 đến khoảng năm 1980.  Wauna nổi tiếng với 1 nhà máy giấy của Georgia-Pacific.